# مالون همیلتون
مالون همیلتون (انگلیسی: Mahlon Hamilton؛ ۱۵ ژوئن ۱۸۸۰ – ۲۰ ژوئن ۱۹۶۰) یک هنرپیشه اهل ایالات متحده آمریکا بود.
از فیلم‌ها یا برنامه‌های تلویزیونی که وی در آن نقش داشته است می‌توان به خانم پارکینگتون، وضعیت کشور، میسیسیپی، بابا لنگ‌دراز، مسیحی اشاره کرد.